# Аурора Фахардо
Аурора Фахардо Прієто (ісп. Aurora Fajardo Prieto; нар. 1 серпня 1975) — іспанська борчиня вільного стилю та пляжна борчиня, чемпіонка світу з пляжної боротьби, срібна призерка Середземноморських ігор з пляжної боротьби, бронзова призерка Середземноморського чемпіонату, дворазова бронзова призерка Середземноморських ігор з вільної боротьби.

## Життєпис
Боротьбою почала займатися з 1998 року.
Виступала за спортивний клуб «Кар» Мадрид. Тренер — Франсіско Барсія (з 2002).

## Спортивні результати на міжнародних змаганнях

### Виступи на Чемпіонатах світу
| Змагання                                | Збірна  | Вагова категорія          | Місце  |
| --------------------------------------- | ------- | ------------------------- | ------ |
| Чемпіонат світу з боротьби 2003         | Іспанія | жіноча боротьба, до 63 кг | 12     |
| Чемпіонат світу з боротьби 2005         | Іспанія | жіноча боротьба, до 63 кг | 19     |
| Чемпіонат світу з боротьби 2006         | Іспанія | жіноча боротьба, до 63 кг | 16     |
| Чемпіонат світу з пляжної боротьби 2006 | Іспанія | жінки, до 63 кг           | Золото |
| Чемпіонат світу з боротьби 2009         | Іспанія | жіноча боротьба, до 59 кг | 9      |
| Чемпіонат світу з боротьби 2010         | Іспанія | жіноча боротьба, до 59 кг | 12     |

### Виступи на Чемпіонатах Європи
| Змагання                         | Збірна  | Вагова категорія          | Місце |
| -------------------------------- | ------- | ------------------------- | ----- |
| Чемпіонат Європи з боротьби 2003 | Іспанія | жіноча боротьба, до 63 кг | 14    |
| Чемпіонат Європи з боротьби 2005 | Іспанія | жіноча боротьба, до 63 кг | 12    |
| Чемпіонат Європи з боротьби 2006 | Іспанія | жіноча боротьба, до 63 кг | 11    |
| Чемпіонат Європи з боротьби 2007 | Іспанія | жіноча боротьба, до 67 кг | 9     |
| Чемпіонат Європи з боротьби 2009 | Іспанія | жіноча боротьба, до 67 кг | 5     |
| Чемпіонат Європи з боротьби 2010 | Іспанія | жіноча боротьба, до 67 кг | 9     |
| Чемпіонат Європи з боротьби 2011 | Іспанія | жіноча боротьба, до 67 кг | 5     |
| Чемпіонат Європи з боротьби 2014 | Іспанія | жіноча боротьба, до 63 кг | 12    |

### Виступи на Середземноморських чемпіонатах
| Змагання                                     | Збірна  | Вагова категорія          | Місце  |
| -------------------------------------------- | ------- | ------------------------- | ------ |
| Середземноморський чемпіонат з боротьби 2015 | Іспанія | жіноча боротьба, до 63 кг | Бронза |

### Виступи на Середземноморських іграх
| Змагання                    | Збірна  | Вагова категорія                 | Місце  |
| --------------------------- | ------- | -------------------------------- | ------ |
| Середземноморські ігри 2009 | Іспанія | жіноча боротьба, до 59 кг        | Бронза |
| Середземноморські ігри 2013 | Іспанія | жіноча боротьба, до 72 кг        | Бронза |
| Середземноморські ігри 2015 | Іспанія | пляжна боротьба, жінки, до 70 кг | Срібло |

### Виступи на інших змаганнях
| Змагання                                                      | Збірна  | Вагова категорія          | Місце  |
| ------------------------------------------------------------- | ------- | ------------------------- | ------ |
| Тестовий турнір FILA 2004                                     | Іспанія | жіноча боротьба, до 63 кг | Бронза |
| Олімпійський кваліфікаційний турнір з боротьби 2004 (Туніс)   | Іспанія | жіноча боротьба, до 63 кг | 9      |
| Олімпійський кваліфікаційний турнір з боротьби 2004 (Мадрид)  | Іспанія | жіноча боротьба, до 63 кг | 9      |
| Гран-прі Німеччини з боротьби 2005                            | Іспанія | жіноча боротьба, до 63 кг | 11     |
| Гран-прі Німеччини з боротьби 2006                            | Іспанія | жіноча боротьба, до 67 кг | Срібло |
| Austrian Ladies Open 2006                                     | Іспанія | жіноча боротьба, до 63 кг | 11     |
| Austrian Ladies Open 2008                                     | Іспанія | жіноча боротьба, до 63 кг | Бронза |
| Klippan Lady Open 2010                                        | Іспанія | жіноча боротьба, до 63 кг | 5      |
| Золотий Гран-прі з боротьби 2010 (Кліппан )                   | Іспанія | жіноча боротьба, до 63 кг | 5      |
| Austrian Ladies Open 2010                                     | Іспанія | жіноча боротьба, до 59 кг | Бронза |
| Золотий Гран-прі з боротьби 2010 (Баку)                       | Іспанія | жіноча боротьба, до 63 кг | 5      |
| Турнір міста Сассарі з боротьби 2011                          | Іспанія | жіноча боротьба, до 63 кг | Золото |
| Austrian Ladies Open 2011                                     | Іспанія | жіноча боротьба, до 63 кг | 5      |
| Золотий Гран-прі з боротьби 2012 (Кліппан )                   | Іспанія | жіноча боротьба, до 63 кг | 18     |
| Гран-прі Іспанії з боротьби 2012                              | Іспанія | жіноча боротьба, до 63 кг | 8      |
| Золотий Гран-прі з боротьби 2014 (Париж)                      | Іспанія | жіноча боротьба, до 63 кг | 9      |
| Гран-прі Іспанії з боротьби 2014                              | Іспанія | жіноча боротьба, до 60 кг | Бронза |
| Henri Deglane Challenge 2014                                  | Іспанія | жіноча боротьба, до 63 кг | Бронза |
| Гран-прі Парижа з боротьби 2015                               | Іспанія | жіноча боротьба, до 63 кг | 16     |
| Олімпійський кваліфікаційний турнір з боротьби 2016 (Стамбул) | Іспанія | жіноча боротьба, до 63 кг | 16     |